# Monastère d'Evangelístria (Sámos)
Le monastère d'Evangelístria (grec moderne : Μονή Ευαγγελίστριας), également connu sous le nom de monastère de Vangelístra (Μονή Βαγγελίστρας), est un monastère orthodoxe situé sur l'île de Sámos, en Grèce. Il est dédié à l'Annonciation. Le monastère est situé sur le versant sud du mont Kérkis, à une altitude d'environ 700 mètres au-dessus du niveau de la mer,.

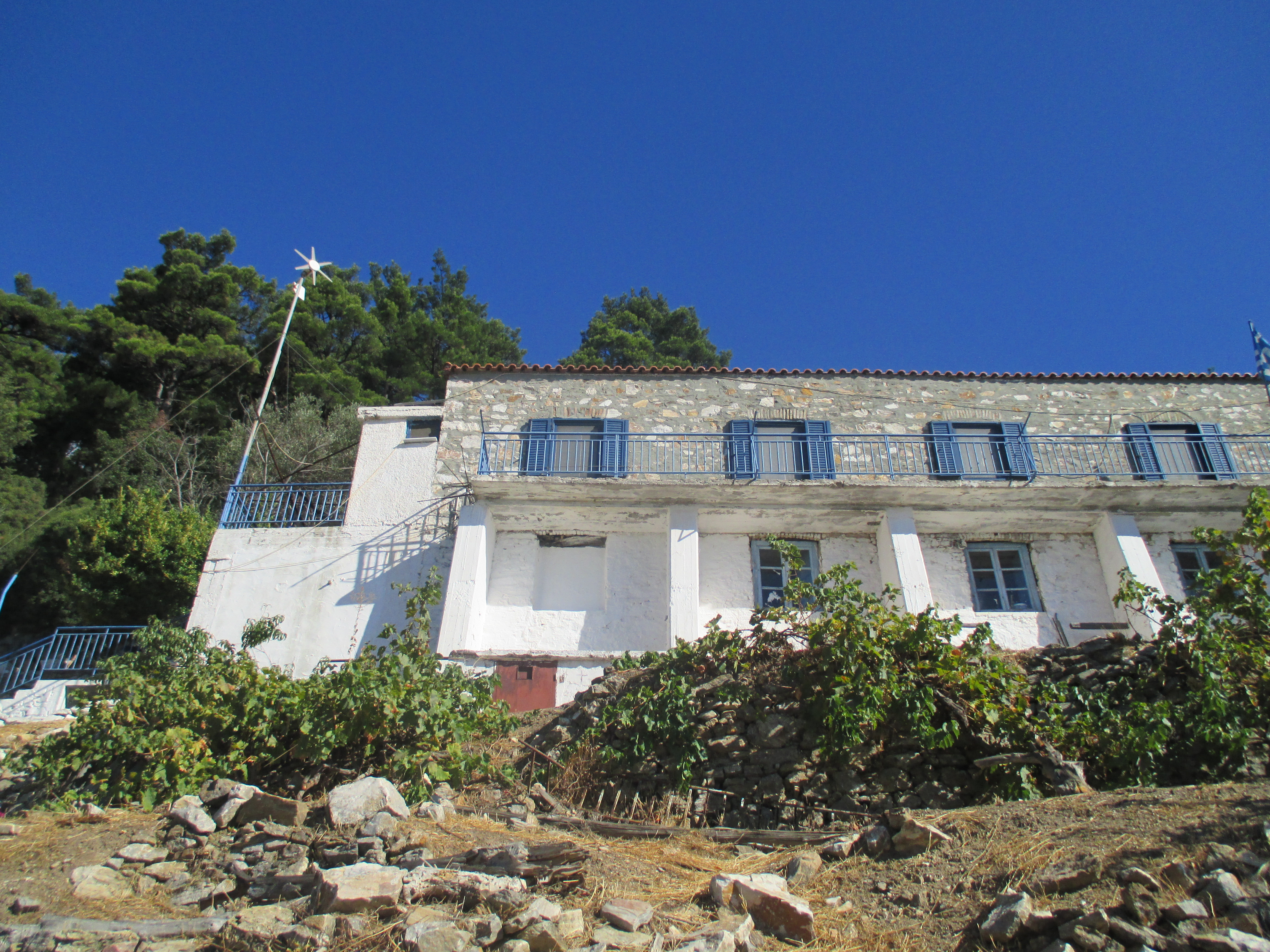
Vue du monastère d'Evangelístria.

La fondation du monastère remonte au Xe siècle. Il joue un rôle important lorsque l'île est désertée au cours des premières années de contrôle par l'Empire ottoman, plus précisément à partir du XVe siècle. En cette période, les pentes du mont Kérkis accueillent des moines ermites. Autrefois un monastère masculin, par la suite déserté au cours de la période entre 1940 et 1945, il devient un monastère féminin. Aujourd'hui, le monastère est de nouveau inhabité.
Le monastère est de petite taille et se compose d'une église ou catholicon, d'un réfectoire, ainsi que d'un nombre total d'environ six à sept chapelles. Le monastère est entouré d'une forêt de conifères. Le monastère est situé à proximité de la seule source présente sur le mont Kérkis, ce qui explique le choix de son emplacement. Le sentier de randonnée sud du mont Kérkis, partant de la localité de Kámpos Marathokámpou et menant du monastère jusqu'à la chapelle du prophète Élie ou Profítis Ilías (grec moderne : Προφήτης Ηλίας), ainsi qu'au sommet du mont Kérkis, passe par le monastère. La route menant jusqu'au monastère est accessible en jeep jusqu'à une altitude d'environ 400 m, cependant le reste du chemin doit se faire à pied,,.
Le monastère célèbre une fête annuelle le 15 août, jour de la Dormition de la Mère de Dieu, malgré son nom.